# Axel Rydin (fotograf)
Per David Axel Rydin, född 25 juni 1837 i Norrköping, död 21 december 1912 i Uppsala, var en svensk fotograf.

## Biografi
Axel Rydin började som kringresande fotograf under 1850-talet. Han utgick inledningsvis från Norrköping, men öppnade 1860 en tillfällig ateljé i Halmstad, efter att under året besökt Varberg, Falkenberg, Laholm och Ängelholm. Han återkom 1862 till Halmstad och drev på nytt ateljé där, innan han 1863 lät öppna en permanent ateljé vid Norra vägen 7. Han hade gift sig med handlaren Fredrik Bissmarks dotter och inlett kompanjonskap med honom. År 1866 flyttade han tillbaka till Norrköping, även om han fortsatte att tillfälligt driva verksamhet i Halmstad. År 1869 besökte han Örebro där han 1870 trädde i kompanjonskap med Carl Engelholm. År 1871 flyttade Rydin till Stockholm. År 1905 drabbades han av ögonsjukdom och övergav fotografin. Istället blev han biografägare med stort intresse för filmcensurfrågor.